# Basiphyllaea corallicola
Basiphyllaea corallicola är en orkidéart som först beskrevs av John Kunkel Small, och fick sitt nu gällande namn av Oakes Ames. Basiphyllaea corallicola ingår i släktet Basiphyllaea och familjen orkidéer. Inga underarter finns listade i Catalogue of Life.